# Je suis toutes les filles
Pour plus de détails, voir Fiche technique et Distribution.
Je suis toutes les filles (I Am All Girls) est un thriller policier sud-africain de 2021 réalisé par Donovan Marsh et écrit par Emile Leuvennink et Marcell Greeff, avec des crédits d'écriture supplémentaires de Jarrod de Jong, Wayne Fitzjohn et Donovan Marsh.
Le film est basé sur des événements réels mais contient également des éléments fictifs. Avec dans les rôles principaux Erica Wessels, Hlubi Mboya et Masasa Mbangeni, le film suit la détective Jodie Snyman et son collègue Ntombizonke Bapai alors qu'ils se lancent à la poursuite des membres d'un syndicat de trafic sexuel de l'époque de l'apartheid qui sont assassinés un par un par un tueur en série inconnu,.
À sa sortie le 14 mai 2021, Je suis toutes les filles a été regardé par les abonnés Netflix du monde entier, se classant à un moment donné parmi les dix meilleurs films mondiaux sur Netflix.

## Synopsis
Inspiré de faits réels, le récit tourne autour de Gert de Jager, un délinquant sud-africain emprisonné en 1994. Il a été accusé de l'enlèvement de six filles, dont aucune n'a jamais été retrouvée. Dans un enregistrement, Gert de Jager a avoué avoir kidnappé ces filles sur ordre d'un ministre du Parti national. Il faisait passer clandestinement des filles dans des pays du Moyen-Orient tels que l'Iran en échange de pétrole. Cependant, cet enregistrement n'a jamais été publié par le gouvernement de l'apartheid et Gert de Jager a été tué peu de temps après ses aveux.
À Johannesbourg, en Afrique du Sud, l'agent de la Direction des enquêtes criminelles prioritaires (DPCI), Jodie Snyman, mène avec rigueur des opérations de lutte contre le trafic d'êtres humains, mais avec peu ou pas de résultats. L'opération manque de ressources et est sur le point de s'arrêter lorsque soudain, ils découvrent un homme assassiné avec des initiales gravées sur son corps.
Une enquête plus approfondie révèle que le corps est celui du ministre Oupa, qui figurait également sur le registre national des délinquants sexuels. Jodie trouve des cassettes cachées dans le garage d'Oupa et conclut qu'il était un pédophile qui a agressé sa propre petite-fille. Les initiales sur son corps sans vie, « TSC », sont les initiales de Tarrynlee Shaw Carter, l'une des six filles disparues enlevées par Gert de Jager. Il semblerait qu'Oupa soit le même ministre du cabinet contre lequel Gert de Jager a témoigné.
L'affaire se complique encore plus lorsque de nouveaux corps portant des initiales similaires commencent à faire surface. Jodie suppose que le tueur est un justicier qui se venge des six filles disparues. Cependant, avec l'aide du tueur à capuche, Jodie découvre un syndicat de cartels de trafic sexuel, nettoyant ainsi la société par des moyens illégaux.
Jodie commence à soupçonner son collègue, Ntombizonke Bapai, d'être le tueur après que des informations ont révélé que le tueur travaillait probablement au sein de la police. Réticente à accuser Bapai en raison de ses sentiments amoureux pour elle, Jodie enquête plutôt dans son appartement et trouve la cassette enregistrée de Gert de Jager, laissée pour elle par Bapai.
Grâce à la bande de Gert, Jodie découvre l'existence d'une ferme à Brakpan d'où le Syndicat était dirigé par F.J. Nolte, le ministre du Cabinet dont Gert parlait en réalité. Sur les six filles initialement kidnappées par Gert, F.J. Nolte n'en a fait passer clandestinement que cinq. Il a gardé Ntombizonke lorsqu'elle était enfant et l'a agressée sexuellement à plusieurs reprises.
Jodie apprend que Brakpan dispose d'une piste d'atterrissage à partir de laquelle les filles sont vendues directement à des acheteurs potentiels sans entrer en conflit avec les itinéraires sécurisés. Elle se rend à Brakpan et trouve les corps morts et marqués des deux frères Khan, des transporteurs maritimes qui faisaient passer clandestinement des filles en grand nombre et qui avaient été capturés plus tôt par Jodie, mais libérés.
À Brakpan, Jodie aperçoit un avion en approche et réalise que F.J. Nolte procède à un autre « achat » de six jeunes filles pour un cheikh iranien, qui arrive sur place dans son avion charter. Jodie tente de l'intercepter mais échoue et, dans la lutte, Ntombizonke et le collègue de Jodie, Samuel, sont tués.
Jodie continue l'héritage de Ntombizonke et porte elle-même la capuche d'un justicier. Elle tue F.J. Nolte dans sa maison et marque sa poitrine avec les initiales de Ntombizonke (un hommage aux rituels de vengeance originaux).
Suspendue de la police, Jodie est une criminelle présumée mais après la mort de F.J. Nolte, son commandant nie tout lien. Jodie monte à bord d'un avion à destination de l'Iran pour achever le dernier coupable, le cheikh iranien.

## Fiche technique
- Titre original : I Am All Girls
- Titre français : Je suis toutes les filles
- Réalisation : Donovan Marsh
- Scénario : Emile Leuvennink, Marcell Greeff
- Photographie : Trevor Calverley
- Montage : Lucian Barnard
- Musique : Brendan Jury
- Production :
- Sociétés de production :
- Pays de production : Afrique du Sud
- Langue originale : anglais
- Format : couleur
- Genre : Thriller
- Durée : 107 minutes
- Dates de sortie[6] :
  - Afrique du Sud : 14 mai 2021 (internet)

## Distribution
- Erica Wessels (en) : Jodie Snyman
- Hlubi Mboya (en) : Ntombizonke Bapai
- Nomvelo Makhanya (en) : Ntombizonke adolescente
- Leshego Molokwane (en) : Ntombizonke jeune
- Deon Lotz : F.J. Nolte
- Mothusi Magano : capitaine George Mululeki
- Brendon Daniels : l'enquêteur Samuel Arendse
- J.P. du Plessis : Gert de Jager (inspiré par Gert van Rooyen)
- Lizz Meiring : la petite amie de Gert
- Rafiq Jajbhay : chef iranien
- Masasa Mbangeni (en) : Thamsanqa
- Ben Kruger (en) : Oupa Carel Duvenhage
- Tamarin du Toit : Liezel Lourens
- Marcus Mabusela : coroner
- Cindy Swabepoel : Mme Lourens
- Israel Matseke-Zulu (en) : proxénète
- Mampho Brescia : la patronne
- Khutjo Green : Agnès
- Jason Fiddler : responsable de l'expédition de Khan
- Lovie Ramasrai : le responsable du parc à conteneurs
- Afzal Kahn : Salim Khan
- Matt Stern : l'avocat de Salim Khan
- Kaseran Pillay (en) : Pharwaz Khan
- Federico Fernandez : jeune chef iranien
- Kate Liquorish : hôtesse de l'air
- Eduard Horn : l'interrogateur de Gert
- Ethan Cole (en) : le garçon sur l'escalator (non crédité)

## Pré-production
Wayne Fitzjohn, le fondateur de Nthibah Pictures, commence à travailler sur ce projet sur les réseaux de trafic sexuel parce qu'il souhaitait mettre en lumière les difficultés auxquelles sont confrontés les services de police sud-africains dans la lutte contre le crime de traite des êtres humains. Il a également voulu montrer qu'il y a « des gens qui se consacrent à aider les victimes ».

## Prix et nominations
| Année | Récompense | Catégorie                                                           | Nominés                           | Résultat   | Réf.  |
| ----- | ---------- | ------------------------------------------------------------------- | --------------------------------- | ---------- | ----- |
| 2022  | SAFTA      | Meilleure actrice dans un film                                      | Erica Wessels                     | Nomination | [ 7 ] |
| 2022  | SAFTA      | Meilleure actrice dans un film                                      | Hlubi Mboya-Arnold                | Lauréat    | [ 8 ] |
| 2022  | SAFTA      | Meilleure actrice de soutien dans un long métrage                   | Nomvelo Makhanya                  | Lauréat    | [ 8 ] |
| 2022  | SAFTA      | Meilleur acteur de soutien dans un long métrage                     | J.P du Plessis                    | Nomination | [ 7 ] |
| 2022  | SAFTA      | Meilleur long métrage                                               | I Am All Girls                    | Lauréat    | [ 8 ] |
| 2022  | SAFTA      | Meilleure réalisation - long métrage                                | I Am All Girls – Donovan Marsh    | Nomination | [ 7 ] |
| 2022  | SAFTA      | Meilleure réalisation en design sonore - long métrage               | I Am All Girls – Simon Ratcliffe  | Nomination | [ 7 ] |
| 2022  | SAFTA      | Meilleure réalisation en montage - long métrage                     | I Am All Girls – Lucian Barnard   | Nomination | [ 7 ] |
| 2022  | SAFTA      | Meilleure réalisation en conception de production – long métrage    | I Am All Girls – Waldemar Coetsee | Nomination | [ 7 ] |
| 2022  | SAFTA      | Meilleure réalisation en musique/partition originale – long métrage | I Am All Girls – Brendan Jury     | Nomination | [ 7 ] |
| 2022  | SAFTA      | Meilleure photographie – long métrage                               | I Am All Girls – Trevor Calverley | Nomination | [ 7 ] |